# 371-я пехотная дивизия (вермахт)
371-я пехотная дивизия(нем. 371. Infanterie-Division) — тактическое соединение сухопутных войск вооружённых сил нацистской Германии периода Второй мировой войны. Стандартная пехотная дивизия 19-й волны мобилизации, сформированная к 17 февраля 1942 года в VI Военном округе в Мюнстере.

## История
После подготовки в декабре 1942 была переброшена под Сталинград. Попала в окружение и в январе 1943 была ликвидирована советскими войсками в ходе операции «Кольцо».
Восстановлена 17 февраля 1943 года в Бретани (Франция) из поправившихся после ранений и призывников. В декабре передислоцировалась в Италию для противодействия войскам союзников. В декабре 1943 перенаправлена в Хорватию.
С февраля 1944 бои на Западной Украине. В августе отступила в Польшу, затем в Верхнюю Силезию.
В составе 1-й танковой армии сдалась в плен советским войскам в Чехии в мае 1945 года.

## Организация
- 669-й пехотный полк
- 670-й пехотный полк
- 671-й пехотный полк
- 371-й артиллерийский полк
  - противотанковый артиллерийский дивизион
  - разведывательный батальон
  - сапёрный батальон
  - батальон связи

## Командующие
- 1 апреля 1942 — 31 марта 1943 — генерал-лейтенант Рихард Штемпель (нем. Richard Stempel)
- 1 апреля 1943 — 9 июня 1944 — генерал пехоты Герман Нихоф (нем. Hermann Niehoff)
- 10 июня 1944 — 9 июля 1944 — генерал-майор Ханс-Йоахим Баурмайстер (нем. Hans-Joachim Baurmeister)
- 10 июля 1944 — 1 марта 1945 — генерал пехоты Герман Нихоф (нем. Hermann Niehoff)
- 2 марта 1945 — май 1945 — генерал-майор Рольф Шеренберг (нем. Rolf Scherenberg)